# 1829 en arts plastiques
| Années des arts plastiques : 1826 - 1827 - 1828 - 1829 - 1830 - 1831 - 1832    |
| Décennies des arts plastiques : 1790 - 1800 - 1810 - 1820 - 1830 - 1840 - 1850 |

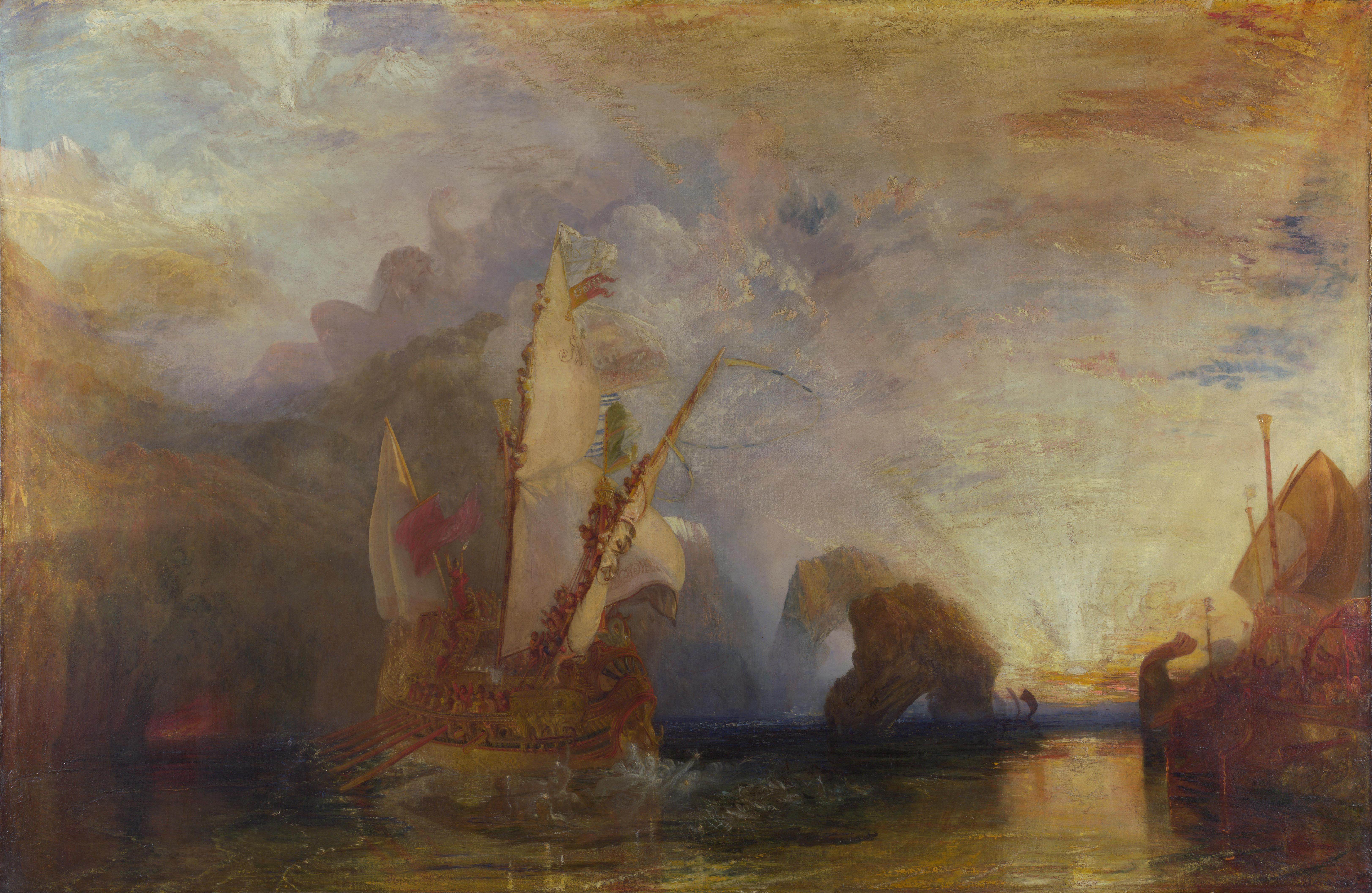
Ulysse raillant Polyphème, toile de Turner.

Cette page concerne l'année 1829 en arts plastiques.

## Œuvres
- Louis XVI, statue colossale réalisée par Nicolas Raggi et coulée par Charles Crozatier.
- Judith et Holopherne, huile sur toile réalisée par Horace Vernet.

## Naissances
- 17 janvier : Arthur de Saint-Genys, peintre français († 7 octobre 1887),
- 10 février : Adrien de Boucherville , peintre français  († 5 décembre 1883)
- 12 février : Alfred Krauße, peintre et graveur allemand († 20 août 1894),
- 25 janvier : Carlos de Haes, peintre espagnol d'origine belge († 17 juin 1898),
- 28 février : Carlo Mancini, peintre italien († 10 mars 1910),
- 1er mars : Narcisse Rabier, peintre français († 31 janvier 1919),
- 5 mars :  Jean-Jacques Henner, peintre français († 23 juillet 1905),
- 1er mai : Anthony Frederick Augustus Sandys, peintre, illustrateur et dessinateur britannique († 25 juin 1904),
- 22 mai : Charles Herbert, peintre et photographe français († 26 mai 1919),
- 24 mai : Benjamin Ulmann, peintre français († 24 février 1884),
- 8 juin : Sir John Everett Millais, peintre britannique († 13 août 1896),
- 18 juillet : Paul Dubois, sculpteur et peintre français († 23 mai 1905),
- 13 juillet : Auguste Danse, dessinateur et graveur belge († 2 août 1929),
- 14 août : Jules-Émile Saintin, peintre français († 13 juillet 1894),
- 26 août : Marguerite-Marie Chenu, peintre, dessinatrice et graveuse française († après 1869),
- 11 septembre : Thomas Hill, peintre américain († 30 juin 1908),
- 12 septembre :
  - Anselm Feuerbach, peintre allemand († 4 janvier 1880),
  - Paul Emmanuel Peraire, peintre français († 21 janvier 1893),
- 21 septembre : Auguste Toulmouche, peintre français († 16 octobre 1890),
- 14 octobre : August Malmström, peintre et illustrateur suédois († 18 octobre 1901),
- 9 novembre : Alfred Touchemolin, peintre, dessinateur et graveur français († 4 janvier 1907),
- 17 novembre : Eugène Berthelon, peintre français († octobre 1916),
- 29 novembre : Émile Vernier, peintre et lithographe français († 24 mai 1887),
- 7 décembre : Clément-Auguste Andrieux, peintre et lithographe français († 16 mai 1880),
- 27 décembre : Louis Hector Leroux, peintre d'histoire et portraitiste français († 11 novembre 1900),
- ? :
  - Alfred Beau, peintre, photographe, céramiste et conservateur de musée français († 11 février 1907),
  - Giuseppe Castiglione, peintre italien († 1908),
  - Jean-Baptiste Georges Gassies, peintre et aquarelliste français († 1919),
  - Paul-Désiré Trouillebert, peintre français de l’école de Barbizon († 28 juin 1900).

## Décès
- 26 février : Johann Heinrich Wilhelm Tischbein, peintre allemand (° 15 février 1751),
- 17 avril : Paolo Vincenzo Bonomini, peintre néoclassique italien (° 23 janvier 1756),
- 11 mai : Pierre-Nicolas Legrand de Lérant, peintre français (° 29 mars 1758),
- 14 mai : Sofia Giordano, peintre italienne (° 1778 ou 1779),
- 3 juin : Jean-Jacques Hauer, peintre allemand (° 10 mars 1751),
- 2 juillet : Antoine-Alexandre Morel, graveur français (° 1765),
- 27 septembre : Pietro Bettelini, graveur et peintre suisse (° 6 septembre 1763),
- 12 novembre : Jean-Baptiste Regnault, peintre français (° 9 octobre 1754),
- 3 décembre : Juan Agustín Ceán Bermúdez, peintre, historien et critique d'art espagnol (° 17 septembre 1749).